# Liturgijska latinizacija
Liturgijska latinizacija je proces usvajanja rimokatoličkih (latinskih) liturgijskih praksi drugih (istočnih) obreda Katoličke Crkve. Latinizacije su do Drugog vatikanskog sabora bile pogotovo izražene u Grkokatoličkoj Crkvi. Jedan od primjera latinizacije, zabrana oženjenog klera u nekim američkim biskupijama ranog 20. stoljeća, na kraju je izazvala stvaranje pravoslavne Crkve u Americi.

## Latinizacije u Grkokatoličkoj Crkvi
Poslije Brestske unije i stvaranja Rusinske unijatske Crkve, javila se težnja za standardizacijom liturgijskih obreda u grkokatoličkim župama. 1644. godine pravoslavni metropolit Petar Mogila navodi sljedeće liturgijske inovacije u grkokatoličkoj liturgiji: slavljenje više od jedne liturgije u istom danu, slavljenje tihe (čitane) liturgije, skraćeno jutrenje i večernje bogoslužje. Ipak, te liturgije inovacije nisu svugdje imale uspjeha u uporabi. 
Postupno su u liturgijsku glazbu uvedena glazbala, a ikonostasi su uklonjeni iz većine crkava. 1747. godine svim grkokatoličkim svećenicima naređeno je brijanje brade i šišanje kose prema latinskom običaju.